# Manuel Monni
Manuel Monni (Perugia, 3 giugno 1984) è un pilota motociclistico italiano.

## Carriera
Ha iniziato a correre a correre all'età di 7 anni con una Kawasaki 50cc. Il primo trofeo viene conquistato qualche anno più tardi, nel 1995, quando si classifica al primo posto nell'italiano junior 80. Dopo varie stagioni nei campionati nazionali di motocross 80 e 125cc e qualche apparizione nel campionato europeo di categoria passa al campionato mondiale. La prima stagione completa nella massima competizione è datata 2003, anche se i primi punti iridati li aveva conquistati l'anno precedente partecipando a qualche gara.
Nel 2004 corre nella MX2 con una Yamaha chiudendo la stagione in ventiseiesima posizione, prima di passare per un biennio alla KTM, sempre nella medesima categoria. Con la moto austriaca Manuel conquista rispettivamente un 19º e un 14º posto in classifica finale e al termine della stagione 2006 decide di ritornare alla casa di Iwata.
Nel 2007 è 19º nella MX2, ma partecipa anche alla tappa italiana della MX3. Davanti al pubblico del "Monte Coralli" di Faenza Monni non delude e conquista il gradino più alto del podio in entrambe le manche battendo il pluricampione Yves Demaria.
Nel 2008 chiude la stagione all'undicesimo posto, conquistando un podio, mentre l'anno successivo coglie il suo miglior risultato a fine stagione: 8º con 284 punti. L'anno seguente passa alla massima categoria, la MX1, sempre su Yamaha.
È stato molte volte componente della nazionale italiana rappresentandola per sette edizioni all'europeo delle nazioni, vinto tre volte, nel 2006, 2007 e 2012, e per tre edizioni anche al Motocross delle Nazioni nel 2003, 2008 e 2010.
In qualità di agente di polizia dello stato è facente parte dell'organico del gruppo Sportivo Fiamme Oro.